# Piaseczno (stacja kolejowa)
Piaseczno – stacja kolejowa PKP Polskich Linii Kolejowych zlokalizowana przy ulicy H. Sienkiewicza (Droga wojewódzka nr 722) w Piasecznie, w województwie mazowieckim, w Polsce.

## Modernizacja
Stacja zmodernizowana w latach 2015 – 2017 w ramach projektu „Modernizacja linii kolejowej nr 8, odcinek Warszawa Okęcie - Radom (LOT A, B, F) - FAZA II” współfinansowanego z Funduszu Spójności przez Unię Europejską. W miejsce jednego dwukrawędziowego peronu, zbudowano dwa jednokrawędziowe, 300-metrowe perony połączone kładką. Obok budynku dworca znajduje się także biletomat KM.

## Ruch pasażerski[6]
| Rok  | Wymiana pasażerska na dobę |
| ---- | -------------------------- |
| 2017 | 3000-4000                  |
| 2018 | 3000-4000                  |
| 2019 | 2000-3000                  |
| 2020 | 1500-2000                  |
| 2021 | 1500-2000                  |
| 2022 | 2500                       |
| 2023 | 3000                       |

## Połączenia
| Linia | Przewoźnik         | Trasa                                                                             |
| S4    | SKM Warszawa       | Zegrze Południowe – Warszawa Gdańska – Piaseczno                                  |
| S40   | SKM Warszawa       | Radzymin/Wieliszew – Warszawa Gdańska – Piaseczno                                 |
| R80   | Koleje Mazowieckie | Warszawa Wschodnia/Warszawa Gdańska– Piaseczno – Radom Główny                     |
| R80   | Koleje Mazowieckie | Warszawa Gdańska – Piaseczno – Góra Kalwaria                                      |
| RE80  | Koleje Mazowieckie | W-wa Wschodnia – Warszawa Gdańska – Piaseczno – Radom Główny – Skarżysko-Kamienna |

Tuż obok stacji Piaseczno znajduje się przystanek Piaseczno Wiadukt na linii Piaseczyńsko-Grójeckiej Kolei Wąskotorowej.

## Galeria

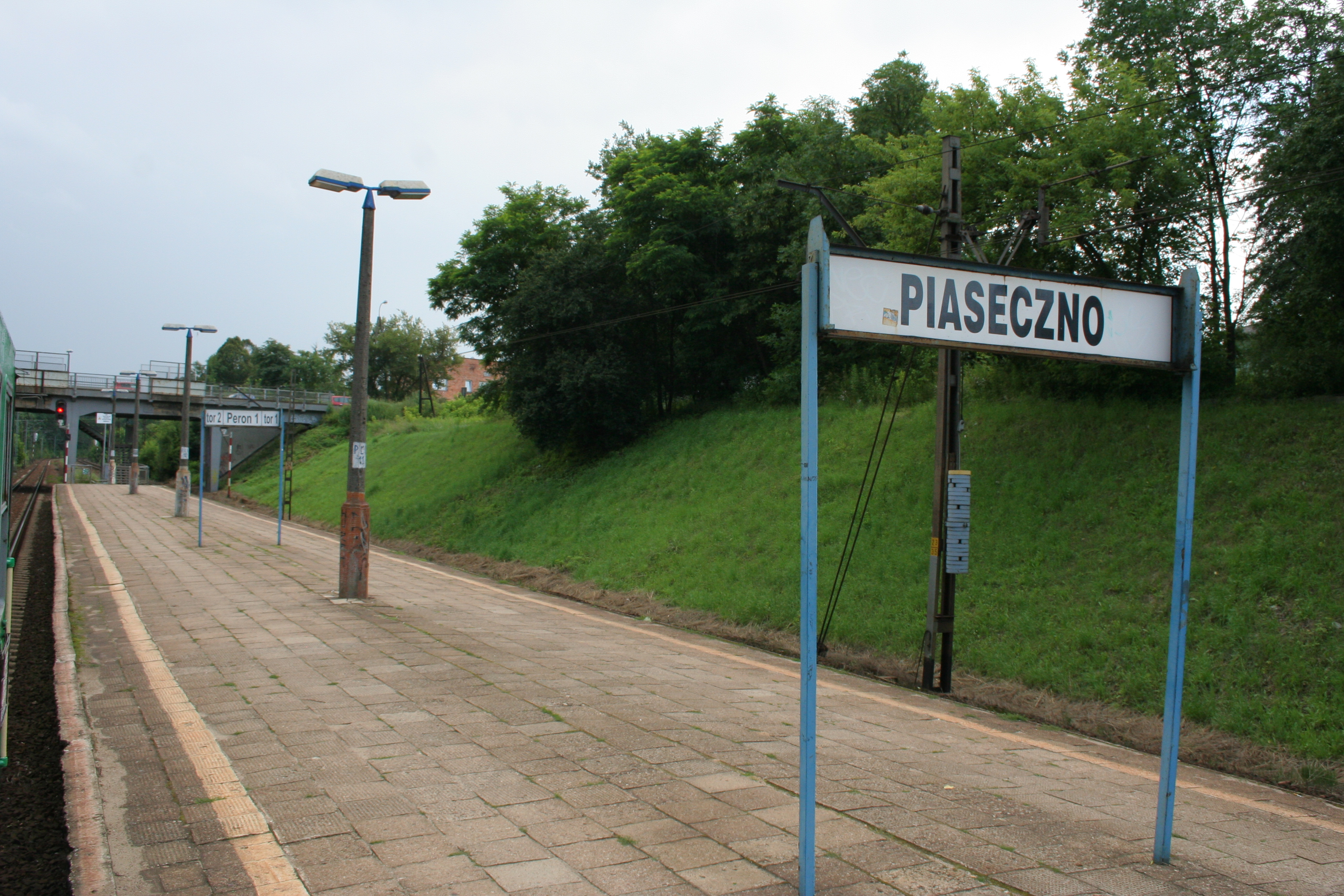
Peron stacji przed modernizacją (2009)
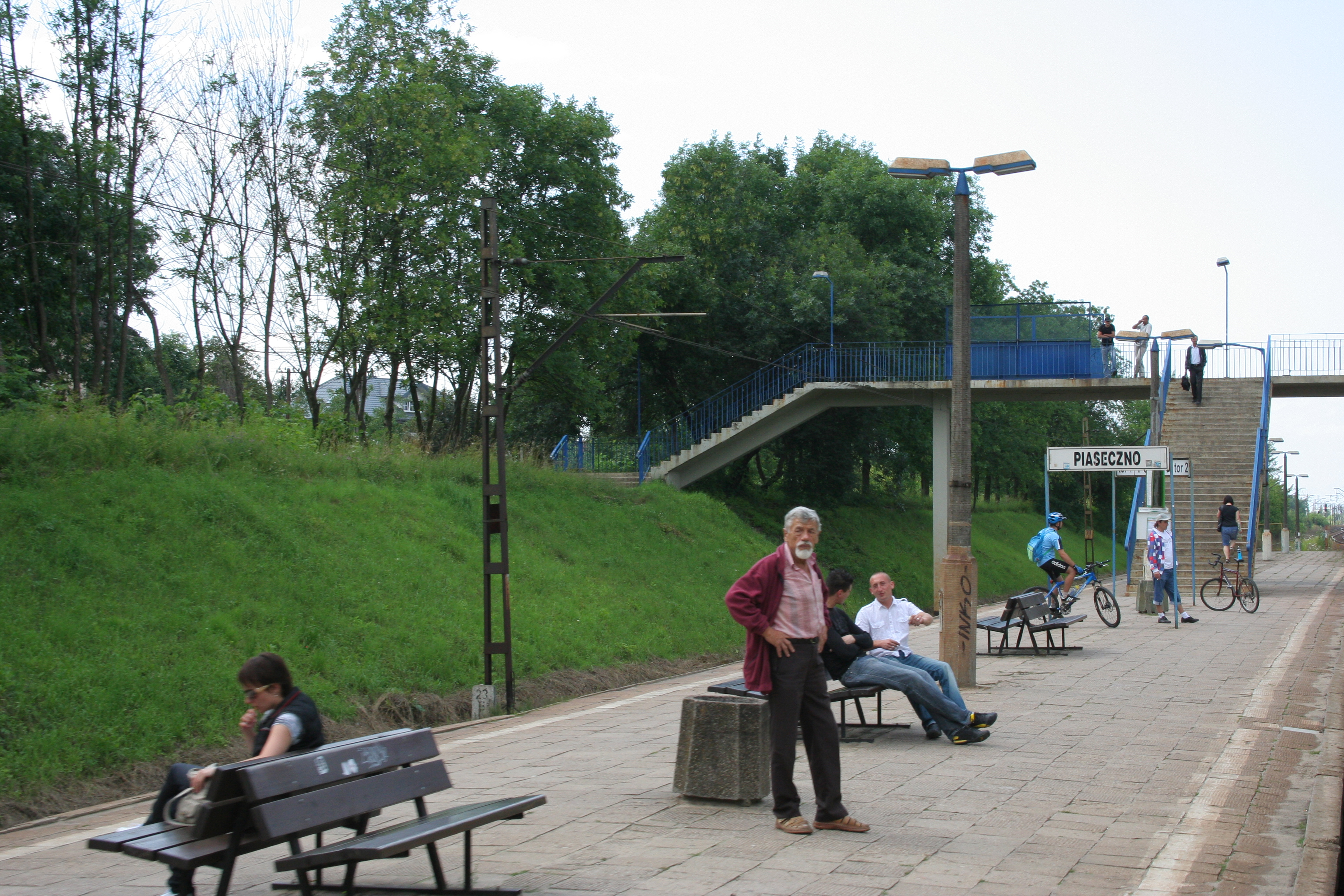
Peron stacji przed modernizacją (2009)
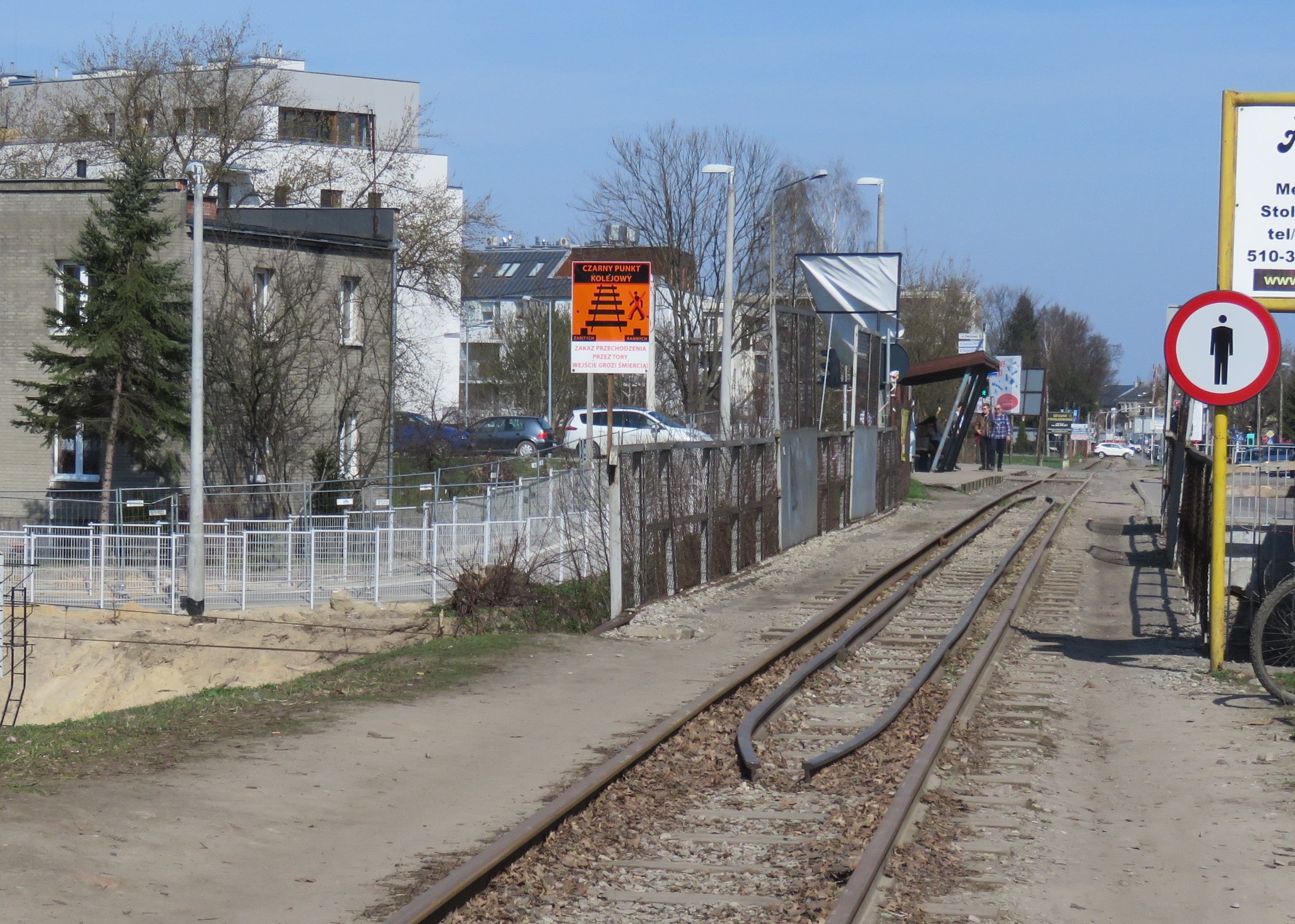
Wiadukt kolei wąskotorowej nad LK8
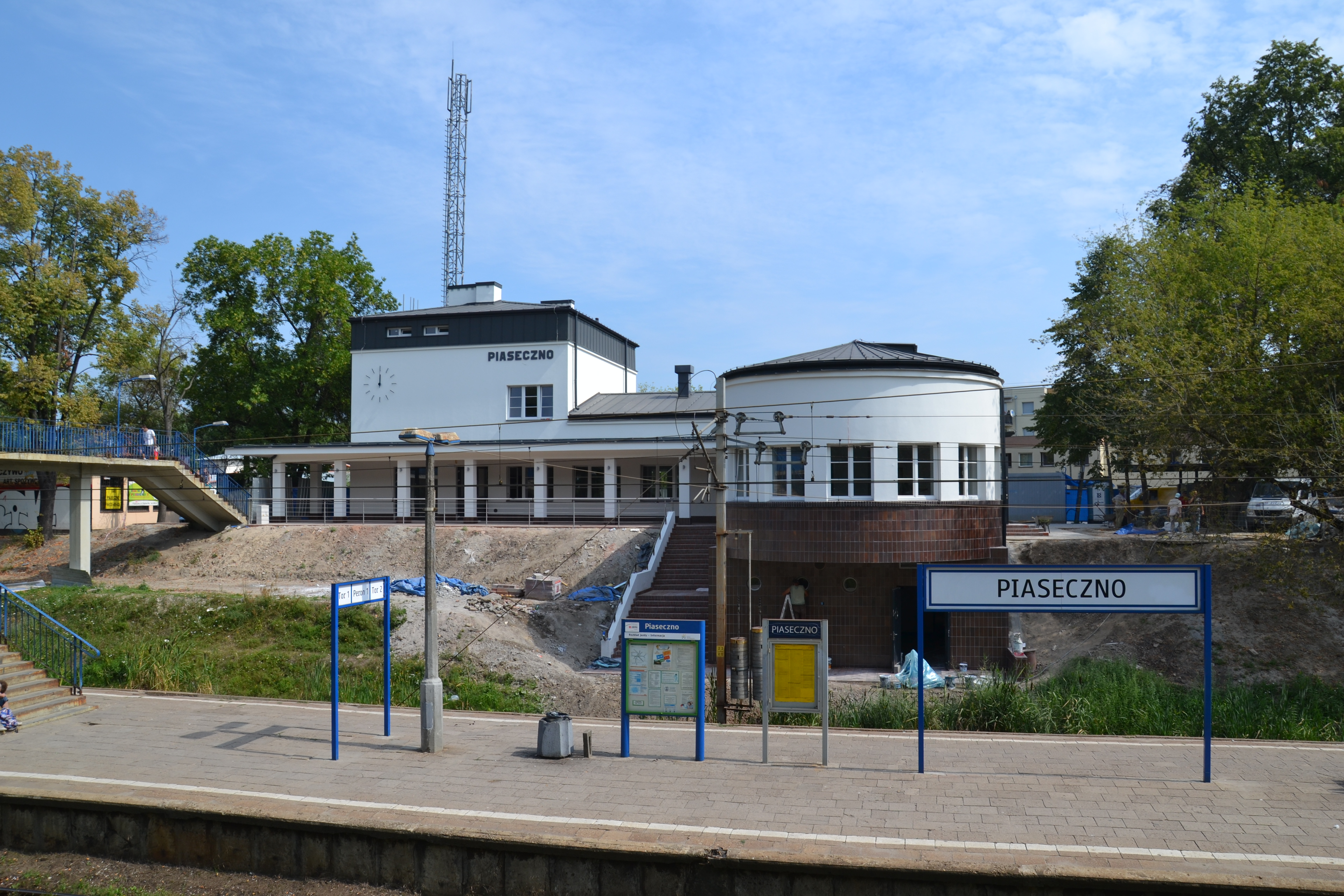
Dworzec w Piasecznie w trakcie renowacji (2015)
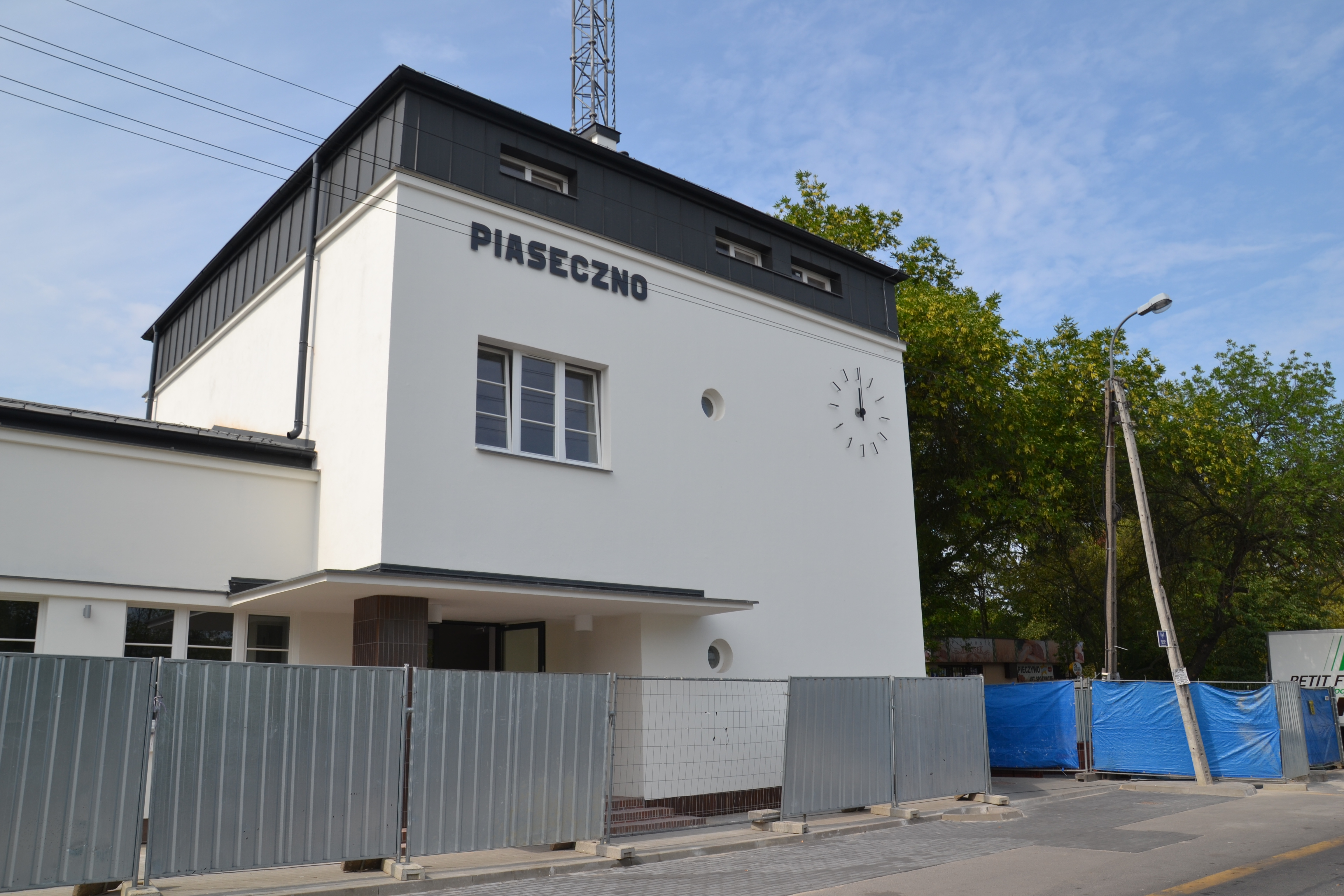
Dworzec w Piasecznie w trakcie renowacji (2015)
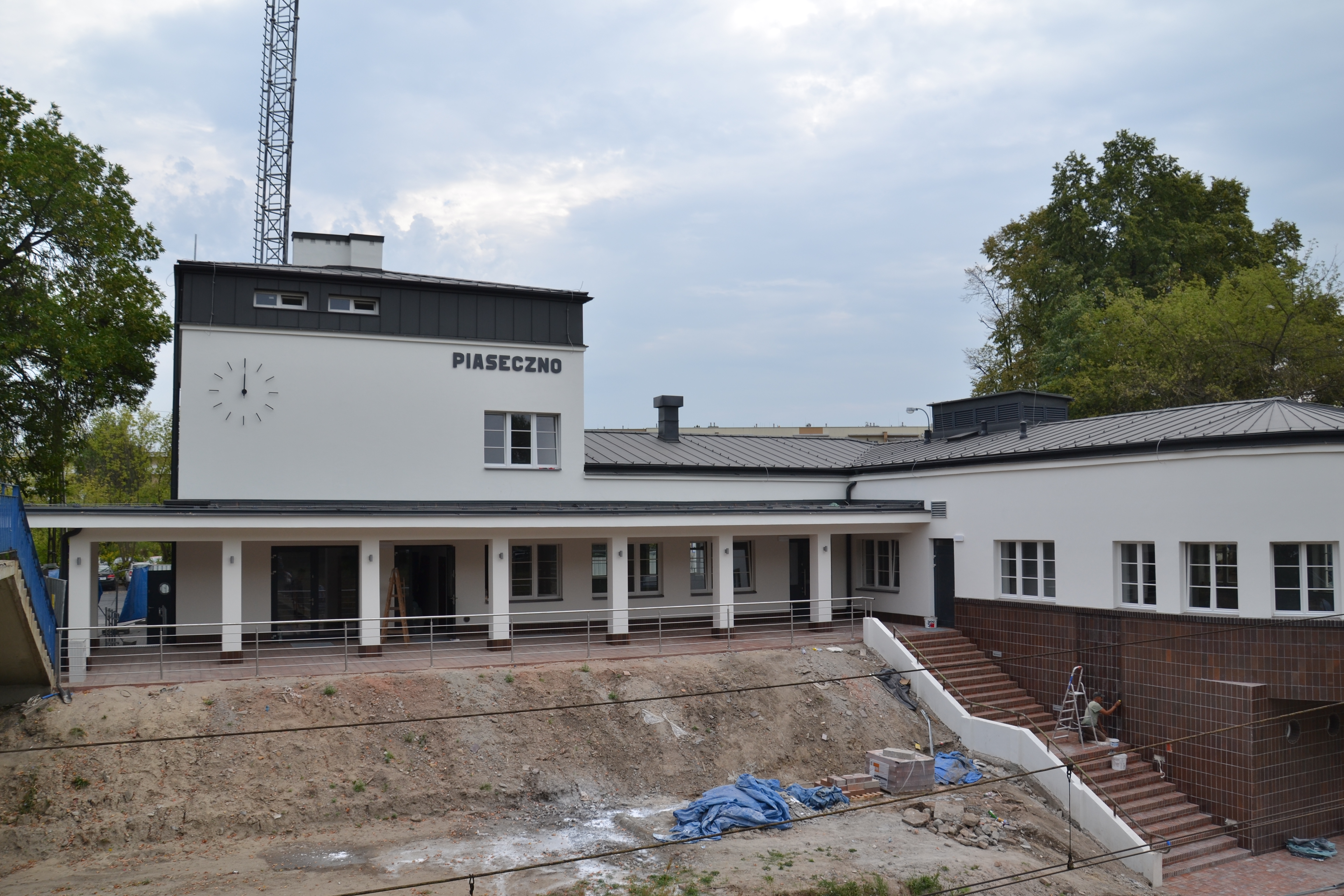
Dworzec w Piasecznie w trakcie renowacji (2015)
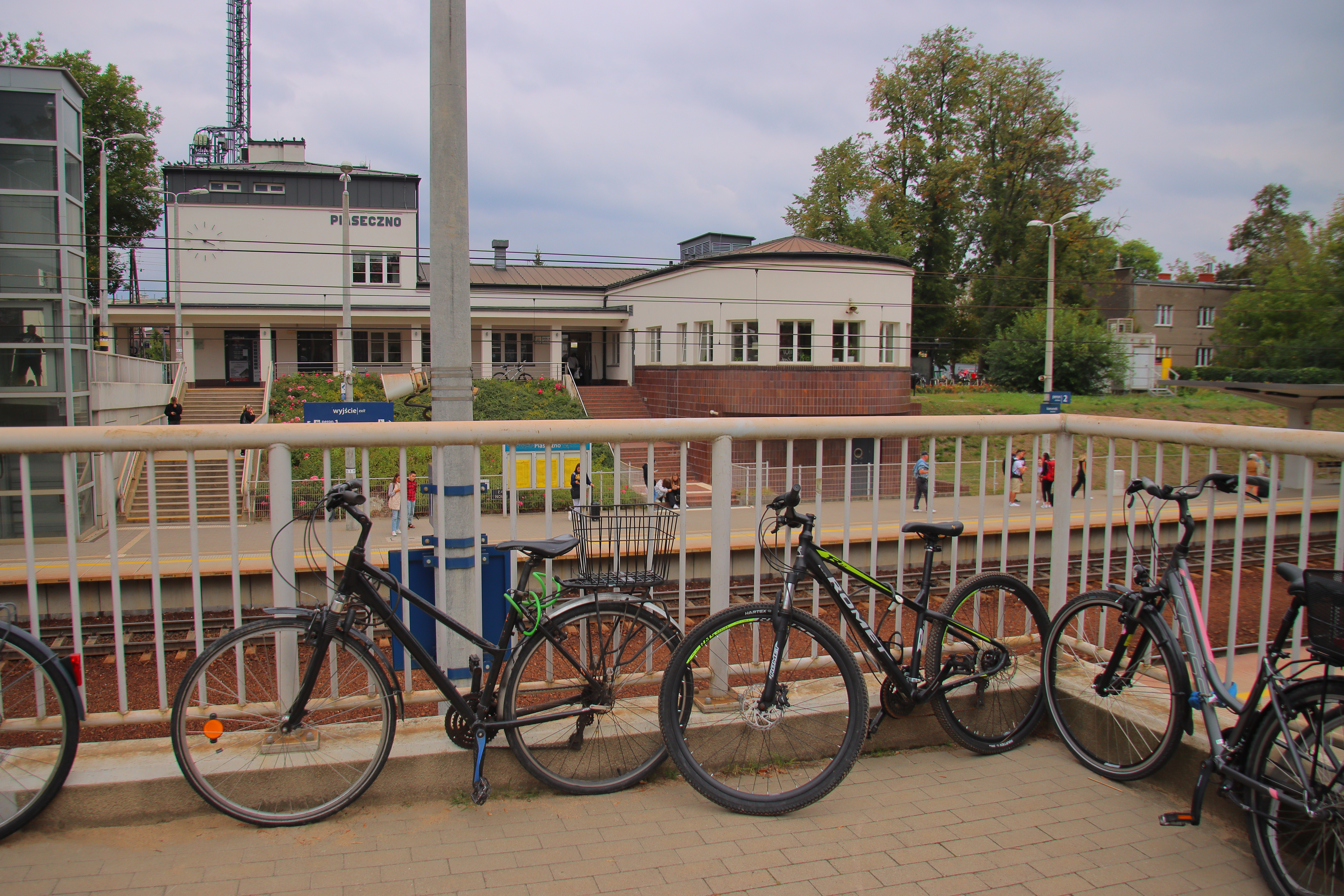
Widok na budynek dworca i peron (2024)